# Gidi
Gidi è una suddivisione dell'India, classificata come census town, di 13.659 abitanti, situata nel distretto di Hazaribag, nello stato federato del Jharkhand. In base al numero di abitanti la città rientra nella classe IV (da 10.000 a 19.999 persone).

## Geografia fisica
La città è situata a 23° 41' 16 N e 85° 21' 42 E.

## Società

### Evoluzione demografica
Al censimento del 2001 la popolazione di Gidi assommava a 13.659 persone, delle quali 7.507 maschi e 6.152 femmine. I bambini di età inferiore o uguale ai sei anni assommavano a 1.882, dei quali 986 maschi e 896 femmine. Infine, coloro che erano in grado di saper almeno leggere e scrivere erano 9.315, dei quali 5.712 maschi e 3.603 femmine.